# Annie Heuser Schule

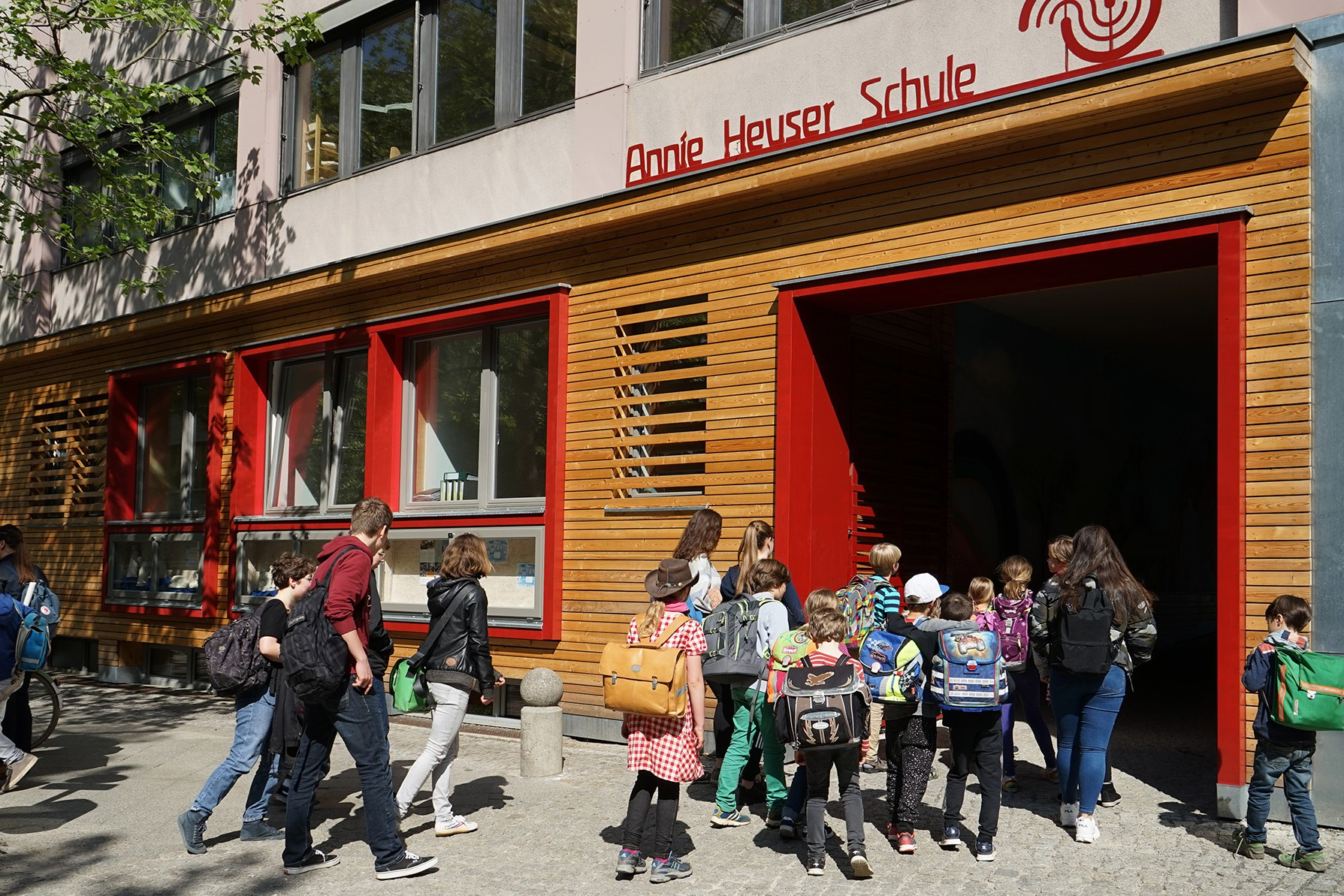
Schulgebäude und Eingangsbereich, 2018

Die Annie Heuser Schule wurde 2002 im Berliner Ortsteil Wilmersdorf (Bezirk Charlottenburg-Wilmersdorf) gegründet. Die Schule erhielt den Namen der Pädagogin und Mitgründerin des Bundes der Waldorfschulen, Annie Heuser (1896–1962). Die Halbtagsschule besuchen Schülerinnen und Schüler der 1. bis 12. Klasse. Zur Einrichtung gehört auch ein Hort. 2011 wurde ein eigenes Schulgebäude in der Eisenzahnstraße 37 nahe dem Hohenzollerndamm bezogen.

## Schule
Die „Annie Heuser Schule – Freie Waldorfschule in Berlin Charlottenburg-Wilmersdorf“ ist einzügig und besteht aus zwölf Klassen und einem Hort für die Klassen 1 bis 6.
Wie an Waldorfschulen üblich findet der Hauptunterricht für die Klassen von 8 bis 10 Uhr in Epochen statt. In diesen Epochen werden die Grundlagen des Schreibens und Rechnens kombiniert mit altersgemäßen Themen wie z. B. der Schöpfungsgeschichte, Berichten über handwerkliche Berufe, Landeskunde und Geschichtsunterricht über andere Kulturen vermittelt.
Daran anschließend folgt der Fachunterricht in dem beispielsweise ab der 1. Klasse Französisch und Englisch als Fremdsprachen gelehrt werden. Weitere Fachunterrichte sind Eurythmie, Turnen, Handarbeit, Werken und Musik. Klassenübergreifendes Musizieren wird gepflegt, wie z. B. in der gemeinsamen Chorstunde und im Schulorchester. Zusätzlich nehmen zahlreiche Schüler Instrumentalunterricht, was in den Räumen der Annie Heuser Schule in den Nachmittagsstunden möglich ist. Außerdem gibt es einen von Schülern der Mittel- und Oberstufe eingerichteten Schulsanitätsdienst. Ihre Mitglieder haben eine Grundausbildung bei den Johannitern Berlin absolviert.

## Konzept
Die Annie Heuser Schule versteht sich als eine lebendige, moderne Waldorfschule für Kinder von heute. Bereits der Begründer der Waldorfschulbewegung Rudolf Steiner hat seine Pädagogen aufgefordert, ihr Vorgehen fortlaufend zu überprüfen und an die Herausforderungen ihrer Zeit anzupassen. In der – mitten in der Großstadt Berlin gelegenen – Annie Heuser Schule lernen andere Kinder als 1919 in der ersten Waldorfschule. Aus diesem Grund wurden drei zentrale Leitsterne entwickelt, die das Handeln an der Annie Heuser Schule bestimmen – im Unterricht ebenso wie im täglichen Miteinander.
- Die soziale Schule lehrt die Achtung vor den Mitmenschen und der Umwelt, unterstützt das Engagement in gemeinnützigen Projekten und erkennt die Einzigartigkeit der einzelnen Persönlichkeit als Basis der Klassengemeinschaft.
- Die gesunde Schule unterstützt den vernünftigen Umgang mit der eigenen Gesundheit, fördert die Auseinandersetzung mit Themen wie Ernährung, Umwelt oder Tierhaltung und vermeidet seelische Belastungen.
- Die innerstädtische Schule unterstützt die Schüler bei der Nutzung der vielfältigen Angebote einer Großstadt  und ermöglicht Stadtkindern naturnahe Erlebnisse durch Gartenbau oder Waldpraktikum.[6]